# Angel Rat
Angel Rat es el sexto álbum de estudio de la banda canadiense de thrash metal/metal progresivo Voivod. Producido por Terry Brown, fue lanzado en 1991 por MCA Records y fue el sucesor del álbum Nothingface de 1989, aunque no alcanzó el mismo éxito. Este es el último álbum grabado con el bajista original Jean-Yves Thériault, pues dejó la banda por el poco éxito alcanzado con este álbum y el radical giro musical de la banda.

## Lista de canciones
- Todas las canciones escritas por Voivod

1. "Shortwave Intro" - 0:25
2. "Panorama" - 3:10
3. "Clouds in My House" - 4:47
4. "The Prow" - 3:30
5. "Best Regards" - 3:52
6. "Twin Dummy" - 2:52
7. "Angel Rat" - 3:35
8. "Golem" - 4:33
9. "The Outcast" - 3:17
10. "Nuage Fractal" - 3:43
11. "Freedoom" - 4:37
12. "None of the Above" - 4:08

## Créditos
- Denis Bélanger - voz
- Denis D'Amour - guitarra, teclados
- Michel Langevin - batería
- Jean-Yves Thériault - bajo, teclados
- Ray Coburn - teclados
- Ivan Doroschuk - teclados adicionales en la pista 9.